# خشکه‌دول (کامیاران)
خشکه دول (کامیاران)، روستایی از توابع بخش موچش شهرستان کامیاران در استان کردستان ایران است.

## جمعیت
این روستا در دهستان سورسور قرار دارد و براساس سرشماری مرکز آمار ایران در سال ۱۳۸۵، جمعیت آن زیر سه خانوار بوده‌است.